# 루이스레빈슈트라세역
루이스레빈슈트라세역(U-Bahnhof Louis-Lewin-Straße)은 베를린 마르찬헬러스도르프구 헬러스도르프에 있는 U5의 역이다. 1989년 7월 1일에 개통했다. 건설 당시에는 동독 프랑크푸르트구 슈트라우스베르크군 관할이었으나, 독일 통일 과정에서 역 일대가 베를린에 편입되었다.
계획 당시 역명은 회노베스트(Hönow-West)역이었으나, 개통 당시 역명은 파울베르너슈트라세(Paul-Verner-Straße)역이었다. 파울 베르너는 동독 사회주의통일당 정치국 회원이자 국가평의회 의장이었기 때문에, 탈공산화 과정에서 1991년 10월 2일 인접한 도로와 함께 현재의 역명으로 개명되었다.
역사의 주 색상은 녹색이며, 비스도르프쥐트-회노 구간의 역은 거의 설계가 동일하다.

## 인접 철도역
베를린 버스 195, N5번과 환승할 수 있다.
| 베를린 지하철 5호선      | 베를린 지하철 5호선 | 베를린 지하철 5호선 |
| ------------------------ | ------------------- | ------------------- |
| 헬러스도르프 중앙역 방면 | U5                  | 회노 방면           |